# Basilika Darstellung Mariens (Wadowice)

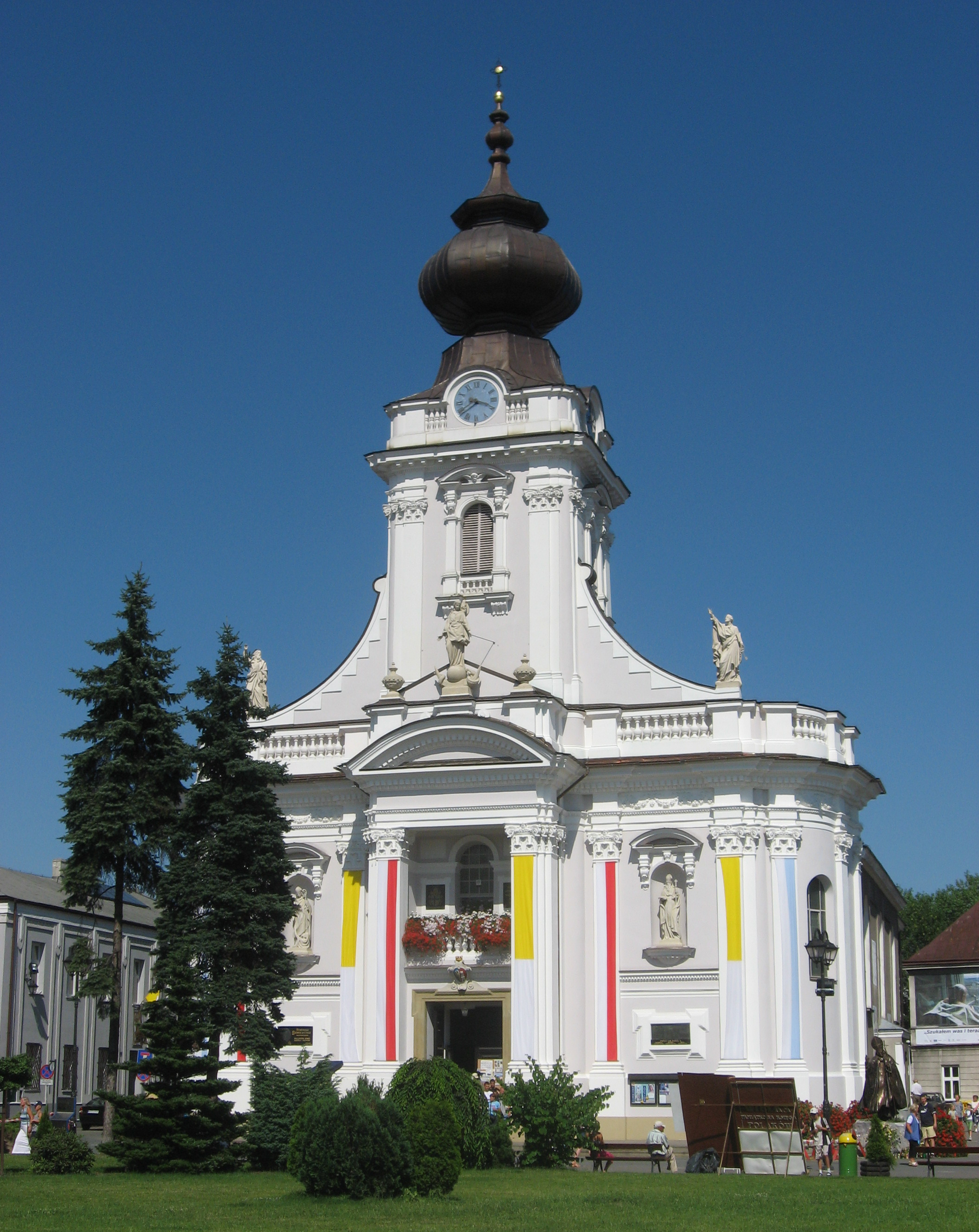
Basilika Darstellung Mariens

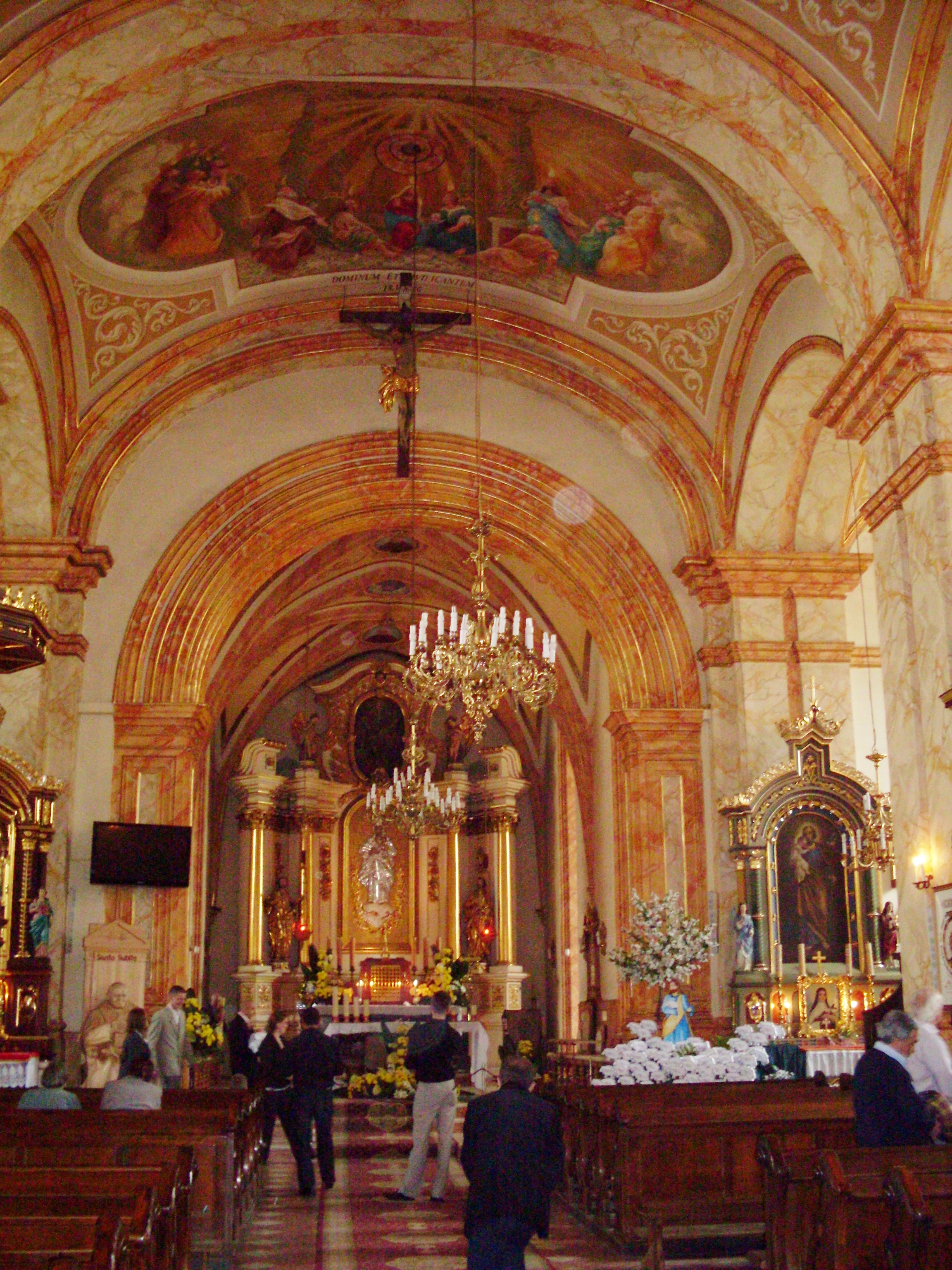
Innenraum

Die Basilika Darstellung Mariens (polnisch Bazylika Ofiarowania Najświętszej Maryi Panny) ist eine römisch-katholische Kirche in Wadowice in der Woiwodschaft Kleinpolen. Die Pfarrkirche des Bistums Krakau trägt den Titel einer Basilica minor. Die Kirche wurde Ende des 18. Jahrhunderts im Stil der Barock erbaut und steht unter Denkmalschutz.

## Geschichte
Die früheste Erwähnung einer Kirche in Wadowice stammt aus dem Jahr 1325. Im Jahr 1440 brannte eine kleine Holzkirche während des großen Stadtbrandes ab. Auf ihren Ruinen wurde in der Mitte des 15. Jahrhunderts eine Backsteinkirche errichtet. Aus dieser Zeit stammt der heutige zweijochige Chor, der mit einer geraden Wand geschlossen und mit einem Kreuzrippengewölbe bedeckt ist.
Ein weiterer Stadtbrand am 18. Mai 1726 verschonte auch die Kirche nicht. In den Jahren 1792–1798 wurde von dem Maurermeister Franciszek Sosna ein neues Gebäude im spätbarocken Stil errichtet, dessen Westfassade von einem Turm mit einer kugelförmigen Kuppel gekrönt wurde. Am 29. September 1808 wurde die wieder aufgebaute Kirche vom damaligen Bischof von Krakau, Andrzej Gawroński, geweiht.
Die wahrscheinlich anfangs Allerheiligen gewidmete Kirche erhielt auf Betreiben des Pfarrers Mikołaj Zamoyski durch Papst Gregor XVI. 1836 das Patrozinium Von der Darstellung der Heiligen Jungfrau Maria.
Im Jahr 1857 wurde im Osten ein zweistöckiger Anbau errichtet, in dem sich im Erdgeschoss die Sakristei und im ersten Stock die Schatzkammer befanden. Ende des 19. Jahrhunderts wurde die Fassade im neobarocken Stil restauriert, dabei erhielt sie einen Balkon über dem Haupteingang. Die Arbeiten wurden von dem Krakauer Architekten Tomasz Pryliński geleitet, der u. a. für die Restaurierung der Krakauer Tuchhallen bekannt ist. Die bildhauerische Verzierung der Fassade hingegen stammt von dem Krakauer Künstler Zygmunt Langman. Die Steinskulpturen stellen unter anderem die Jungfrau Maria dar, umgeben von den beiden historischen Schutzheiligen Polens, Stanislaus und Adalbert. Der Turm erhielt einen neuen Helm. Zu dieser Zeit entstand auch eine Reihe von Gemälden, die den Kreuzweg darstellen, und zwar von einem Einwohner von Wadowice, Jan Nepomucen Bizański (1804–1878), Maler und Zeichner, Professor an der Akademie der Schönen Künste in Krakau.
Anstelle der während des Ersten Weltkriegs beschlagnahmten Glocken wurden 1922 neue Glocken aufgehängt. Am Ende des Zweiten Weltkriegs, im Januar 1945, wurde eine Bombe auf die Kirche geworfen, die unter anderem das Kirchendach beschädigte. Im Rahmen des Wiederaufbaus und der Renovierung der Kirche in den Jahren 1945 bis 1947 wurden zwei Seiteneingänge und Apsiden auf beiden Seiten des Kirchenschiffs angebaut. Darüber hinaus wurde die Sakristei erweitert. Im Jahr 1986 wurden die Seitenkapellen durch Arkadengänge, die anstelle von Fenstern angebracht wurden, in den Chor integriert.

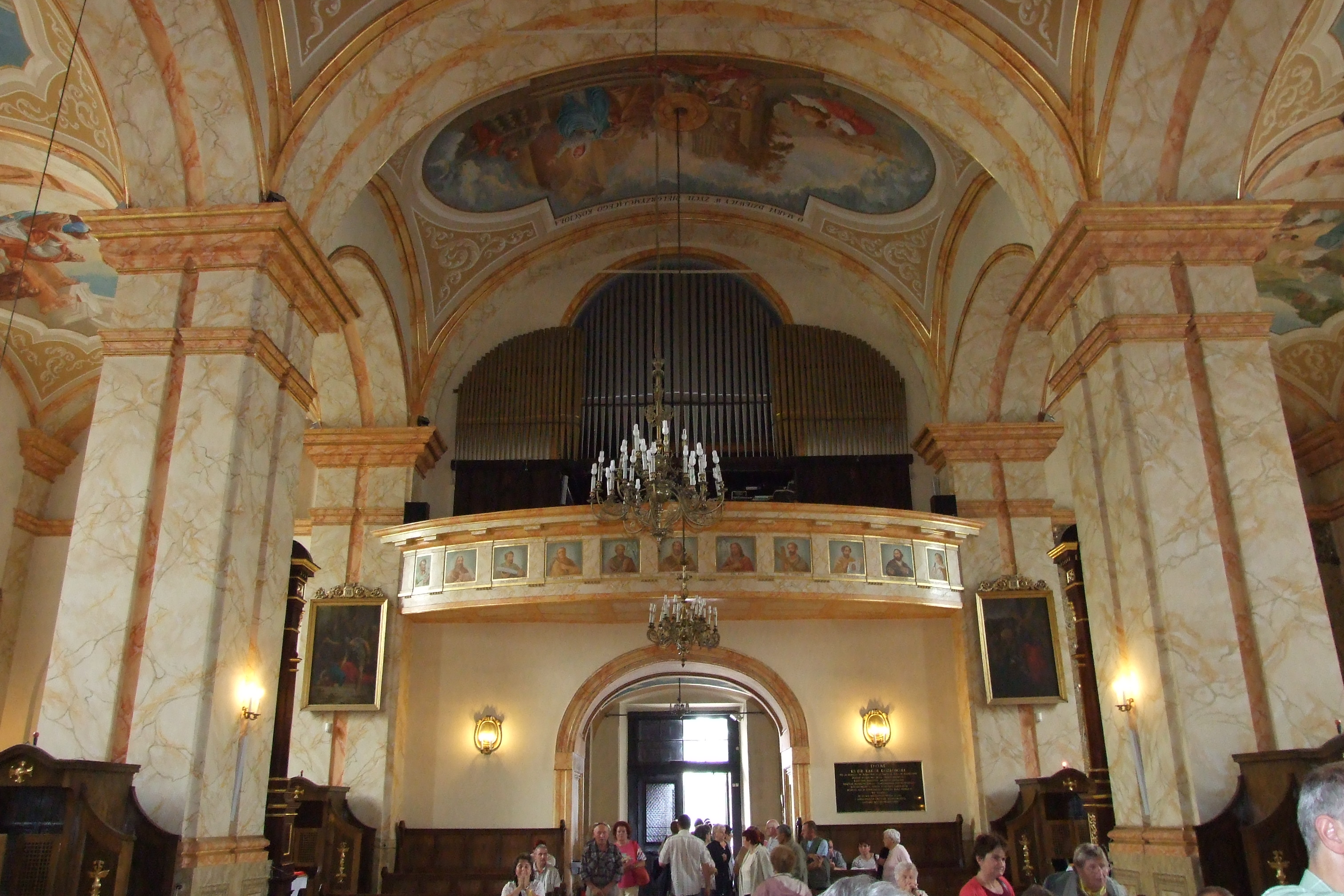
Gegenfassade mit Orgel

Am 25. März 1992 verlieh Papst Johannes Paul II. seiner Taufkirche den Titel einer Basilica minor, die er auch am 7. Juni 1979, 16. Juni 1999 besuchte, als er das Marienbildnis kanonisch krönte.
Im Rahmen der Renovierung 2000 bis 2003 wurde ein neuer Marmorfußboden verlegt und die Gewölbe wurden von den Krakauer Künstlern Aleksandra Grochal und Katarzyna Dobrzańska mit einer Polychromie überzogen, die sich auf die Lehren von Papst Johannes Paul II. bezieht. Die Chorgewölbe zeigen die Schutzheiligen Polens, die von Johannes Paul II. heiliggesprochen wurden. Die Renovierung der Fassade der Basilika wurde im Jahr 2007 abgeschlossen. Die Basilika wurde auch von Papst Benedikt XVI. am 27. Mai 2006 besucht. 2010 erhielt die die Kirche eine neue Orgel der Orgelbaufirma Zdzisław Mollin.